# Симон I (Тек)
Симон I фон Тек (на немски: Simon I von Tec; * ок. 1279; † 5 март 1316) от род Церинги е херцог на Тек от 1299 до 1316 г.

## Произход
Той е големият син на херцог Конрад II фон Тек († 1292) и първата му съпруга Ута фон Цвайбрюкен († 1290), дъщеря на граф Симон фон Цвайбрюкен-Еберщайн († 1281/1283) и съпругата му фон Калв-Льовеншайн. Брат е на Конрад III († 4 юли 1329), Лудвиг III († 28 януари 1334) и Фридрих I († 1300/10 февруари 1303). Баща му се жени втори път 1290 г. за роднината си Аделхайд фон Бургау († сл. 1310).

## Фамилия
Симон I се жени сл. 1295 г. за графиня Агнес фон Хелфенщайн († сл. 7 август 1334), дъщеря на граф Улрих III фон Хелфенщайн († ок. 1315) и първата му съпруга Аделхайд фон Грайзбах († 1276/1291). Те имат децата:
- Конрад IV (* ок. 1309; † 5 септември 1352 убит в Мюнхен), баварски хауптман в Горна Бавария (1350) и в Тирол (1352), женен пр. 3 ноември 1349 г. за графиня Анна фон Хоенберг († 5 юни 1366), дъщеря на Рудолф II фон Хоенберг († 1335) и Маргарета фон Насау († 1370)
- Симон II († 1352), домхер във Фрайзинг (1347)
- Агнес († 20 май), омъжена за граф Готфрид II фон Хабсбург-Лауфенбург († 10 юли 1375)
- Ута